# Сабина (Италия)
Сабина (на латински: Sabinum), наричан още Сабинските хълмове, е географски и исторически регион в Централна Италия. Той е кръстен на Сабина, територията на древните сабини, която някога е граничила с Лаций на юг, Пикен на изток, древна Умбрия на север и Етрурия на запад. От Умбрия е била отделена от река Нар, днешна Нера, и от Етрурия от река Тибър. Днес Сабина е предимно на североизток от Рим в регионите Лацио, Умбрия и Абруцо. Горна Сабина е в провинция Риети. Sabina Romana е в провинция Рим. Част от Сабина е в районите на Умбрия (териториите на Нарни, Амелия, Касия, Норча, частично Горна Валнерина и др.) И Абруцо (от Вале дел Атерно до Л'Акуила).

## История
Сабините, които са живели на два от Седемте римски хълма (Квиринал и Виминал), са съставлявали част от населението на Рим (заедно с латините, които са живели на другите хълмове) по време на неговото основаване. Вторият цар на Рим, Нума Помпилий, бил от Курес, столицата на Сабина. По време на управлението на римските царе Анкус Марций и Тарквиний Приск сабинците атакуват няколко пъти римски територии. Това се е случило и през ранния период на Римската република. След Третата самнитска война (298 – 290 г. пр.н.е.) Римляните се подготвят да смажат сабините. Римският консул Маний Курий Дентат навлиза дълбоко в Сабина в района между реките Нар (днешна Нера, главният приток на река Тибър) и Анио (Аниене, друг приток на Тибър) и извора на река Авенс (Велино). Спурий Карвилий конфискува големи парчета земя в равнината около Рийт (днешния Риети) и Амитернум (на 11 км от Акуила), които раздава на римските заселници. Флорус не посочва причините за тази кампания. Съвременният историк Салмон предполага, че „може да е било заради ролята, която [сабинците] са изиграли или не са изпълнили в събитията от 296/295 г. пр.н.е.“. Тоест, те оставят самнитите да прекосят тяхната територия, за да отидат в Етрурия и да обединят сили с етруските, умбрийците и сенонските гали. Форсайт също така предполага, че може да е било наказание за това. Ливий споменава, че Дентат е покорил непокорните сабини. Сабинците получили гражданство без право на глас (civitas sine suffragio), което означава, че тяхната територия била ефективно присъединена към Римската република. Риети и Aмитернум получиха пълно римско гражданство (civitas optimo iure) през 268 г. пр.н.е.
В разделението на Италия направено от Август, Сабина е включена в региона IV Самниум. С административните реформи от края на III век на Диоклециан Италия се превръща в римска епархия и е разделена на римски провинции. Сабина става част от провинция Самниум. Константин Велики превръща Италия в преторианска префектура и я подразделя на две епархии. Сабина попада под диоцеза на Италия suburbicaria като провинция Валерия. С инвазията на ломбардите в Италия през ранното средновековие територията на Сабина става част от ломбардското херцогство Сполето. С повторното завладяване на Византия в Централна Италия тя попада под херцогството на Рим на Византийската екзархия от Равена. С възхода на Папската държава, Сабина се управлява пряко от понтификата или косвено, от графовете на Сабина, титла от знатната фамилия Кресценции през 10 и 11 век. През края на 9-ти до началото на 10 век регионът, заедно с голяма част от Централна Италия, е бил крепост или застрашен от сарацините.
|  | Тази страница частично или изцяло представлява превод на страницата Sabina (region) в Уикипедия на английски. Оригиналният текст, както и този превод, са защитени от Лиценза „Криейтив Комънс – Признание – Споделяне на споделеното“, а за съдържание, създадено преди юни 2009 година – от Лиценза за свободна документация на ГНУ. Прегледайте историята на редакциите на оригиналната страница, както и на преводната страница, за да видите списъка на съавторите. ВАЖНО: Този шаблон се отнася единствено до авторските права върху съдържанието на статията. Добавянето му не отменя изискването да се посочват конкретни източници на твърденията, които да бъдат благонадеждни. |